# Linköpings symfoniorkester
Linköpings symfoniorkester, tidigare Linköpings orkesterförening, består av yrkesmusiker, musiklärare och amatörer. Den ger 4-6 konserter varje år. Ordförande för Linköpings symfoniorkester 2025 är Eva-Lina Näslund.

## Historik
Linköpings symfoniorkester grundades 1934 av Eskil Olsson i Linköping. Han var orkesterns dirigent under fyra år. Orkestern bytte namn till Linköpings orkesterförening. Orkestern heter sedan 1996 Linköpings symfoniorkester.